# 丑行或浪漫
《丑行或浪漫》是张炜的一部长篇小说，2003年在《大家》杂志上发表，同年由云南人民出版社出版了单行本。出版后受到广泛关注。

## 情节
乡村姑娘刘蜜蜡爱上小学教师雷丁。雷丁受诬陷逃跑，蜜蜡开始不断追寻。她被邻村的民兵队长强娶，后又险被邻村村长霸占。刘蜜蜡刺死村长逃走。之后刘蜜蜡背井离乡，先后委身几个英俊不幸的男孩。右派后代桐娃是她的最爱。二十年后返城，雷丁已死于追捕行动，蜜蜡与桐娃结合在一起。

## 评价
书中大量运用山东登州方言，评论界多持积极态度。比如“窝儿老”、“懵了瞪”、“张口叉”、“上紧”、“砸了锅”、“郎当岁”、“白不洌刺”、“脱巴”、“酒漏”、“不喜见”、“坏了醋”、“搅弄”等词汇，说话的“气口”具有登州特色。
李世琦认为，书中刘蜜蜡的性格发展不和逻辑，对流浪女的描写过于文人化，对改革开放之外的历史事件反映不足。李洁非认为，书中对乡村文明的怀疑有所增加。王一川则称作者研究了过去的男性主体性叩问，发扬女性身上的“邪气”来对抗生活之恶。